# Tomaž Hren
Tomaž Hren (alternativt Kren eller Chrön) var en slovensk romersk-katolsk pastor, biskop i Ljubljana och mecenat. Han föddes 13 november 1560 i Ljubljana och dog 10 februari 1630 i Gornji Grad.

## Liv och arbete
Hren var katolsk biskop i Ljubljana och den ledande motreformatorn i Krain. Han växte upp i en protestantisk familj i Ljubljana och år 1573 började han på jesuitisk skola i Graz och 1588 blev han prästvigd. 1597 utsågs han till biskop i Ljubljana och 1599 blev den utnämningen godkänd av Vatikanen. Mellan 1600 och 1603 ansvarade han för förstörelsen av protestantisk litteratur och för förtryckandet av protestanterna inom hans stift. Hren besparade dock Jurij Dalmatins slovenska bibelöversättning, vilken han dessutom fick påvens tillåtelse att använda vid behov och på så sätt bevarades den delen av den slovenska litterära och språkliga traditionen.
Även om Hren förföljde protestanter, brände deras böcker och rev deras kyrkor så stödde han försök att sprida den kristna texter skrivna på slovenska. Han planerade att starta ett tryckeri i Ljubljana för att trycka upp katekeser på slovenska, något som aldrig förverkligades. Han finansierade dock tryckandet i Graz av Janez Čandeks bearbetade version av Jurij Dalmatins och Primož Trubars texter. Hren hade också en mer konstnärlig ådra och under honom restaurerades många kyrkor som förfallit eller som förstörts av invaderande turkiska styrkor. Vidare begärde han också nya orglar och förbättrade partiturerna som används i kyrkliga sammanhang.